# サァラ麻布
株式会社サァラ麻布（サァラあざぶ）は、かつて存在した東京都港区西麻布にショールームを置く日本の高級輸入家具販売の企業である。1974年のオープン以来トラディショナル家具をはじめ厳選された高級家具の販売を行っていた。アジアで初めてアメリカの最高峰家具といわれるKINDEL社の家具販売権を取得し、アジア最大のショールームを展開していた。

## 主力商品
- KINDEL
- KITTINGER
- CENTURY
- SMANIA